# Maria Sole Ferrieri Caputi
Maria Sole Ferrieri Caputi (Livorno, 20 de noviembre de 1990) es una árbitro de fútbol italiana.

## Biografía
Nacida el 20 de noviembre de 1990 de padres de origen apuliano, Ferrieri Caputi tiene una licenciatura en ciencia política y relaciones internacionales de la Universidad de Pisa y una maestría en sociología de la Universidad de Florencia. Es investigadora de la Fundación Adapt (Asociación de Estudios Internacionales y Comparados sobre Derecho Laboral y Relaciones Industriales) y candidata a doctorado en la Universidad de Bérgamo.

## Carrera profesional
Afiliada a la sección de su ciudad natal, Livorno, Ferrieri Caputi entró en la Associazione Italiana Arbitri (AIA) en 2007.
En noviembre de 2015, arbitró el partido Levito-Atlético San Paolo de la Serie D.
En 2019, arbitró el Torneo de Viareggio y se convirtió en árbitro internacional.
Hizo su debut internacional en Escocia-Chipre, válido para la clasificación para la Eurocopa Femenina 2022.
En 2020, fue ascendida a la Serie C después de cinco años en la Serie D, seguida de la designación para la sala VAR para la Serie B. El 8 de diciembre de ese año debutó en un partido entre Pro Patria y Pro Sesto.
En octubre de 2021, hizo su debut en la Serie B en Cittadella–S.P.A.L.. El 15 de diciembre de ese año, arbitró el partido Cagliari-Cittadella de la Copa Italia, dando tres tarjetas amarillas y anulando tres goles.
El 1 de julio de 2022, fue ascendida a la Serie A. Fue cuarta oficial en Monza-Udinese en la jornada 3. Habiendo arbitrado ya dos partidos de la Copa Italia y dos de la Serie B, el 28 de septiembre fue designada para arbitrar el Sassuolo-Salernitana, que se jugó cuatro días después, convirtiéndose en la primera mujer en arbitrar un partido de la Serie A.

## Participaciones
Ha participado en los siguientes torneos internacionales:
- Liga de Campeones Femenina de la UEFA
- Campeonato Sudamericano Femenino Sub-20 de 2022
- Copa Mundial Femenina de Fútbol Sub-17 de 2022
- Copa Mundial Femenina de Fútbol de 2023
- Copa Mundial Femenina de Fútbol Sub-20 de 2024
- Eurocopa Femenina 2025